# Propylon

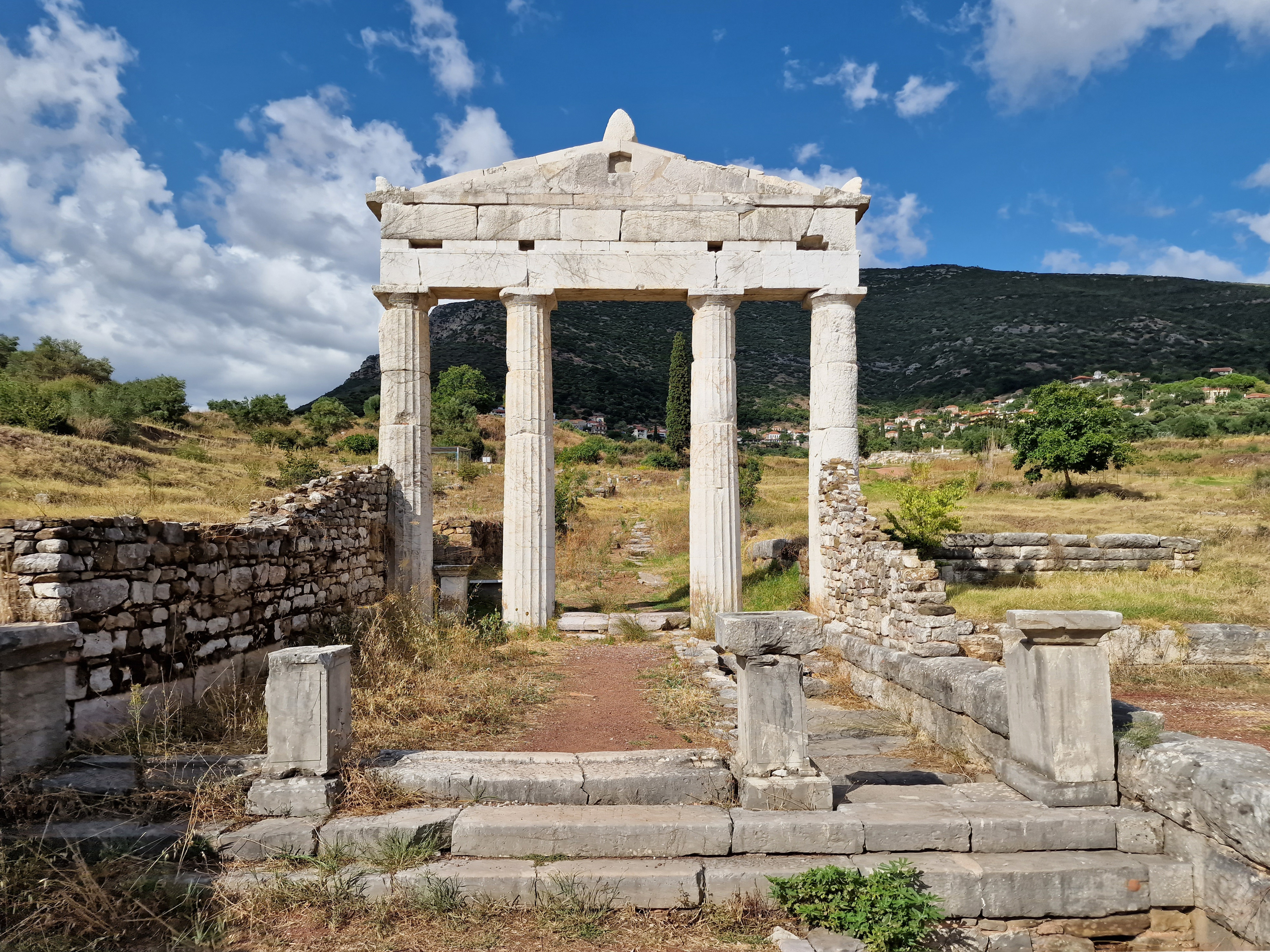
Propylon van het stadium van Messini (2023)

Propylon of propylaion (Oudgrieks: πρόπυλον / própulon: "voor-poort", mv. πρόπυλα / própula, ook προπύλαιον / propúlaion, mv. προπύλαια / propúlaia) was een voorhal bij een Grieks heiligdom die de bezoeker door de temenos naar de naos voerde. Dit soort voorhal zou later ook gebruikt worden voor andere openbare gebouwen.
Vaker gebruikt is het meervoud, Propyleeën, vooral in relatie tot de ingang van de Akropolis in Athene.